# تهی‌خار هندی
تهی‌خار هندی(نام علمی: Indocoelacanthus robustus) نام یک گونه از رده گوشتی‌بالگان است.